# Powłoka elektronowa

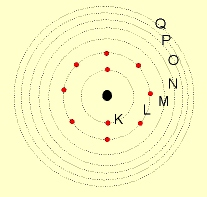
Poziomy energetyczne z powłokami elektronowymi

Powłoki elektronowe atomu baru

Powłoki elektronowe atomu radonu, liczba atomowa – 86

Powłoka elektronowa – zbiór stanów kwantowych o tej samej wartości głównej liczby kwantowej.
W chemii za powłokę elektronową wokół danego atomu uważa się zbiór orbitali atomowych mających tę samą główną liczbę kwantową n. Kolejnym wartościom n przypisane są kolejne powłoki: K, L, M, N, O, P i Q. Powłoki składają się z różnej liczby podpowłok elektronowych, odpowiadających określonym rodzajom orbitali atomowych:
- K – jeden orbital s – może pomieścić maksymalnie 2 elektrony
- L – jeden s i 3 orbitale p – może pomieścić maksymalnie 8 elektronów
- M – jeden s,  3 p i 5 d – może pomieścić maksymalne 18 elektronów
- N – jeden s, 3 p, 5 d i 7 f – może pomieścić maksymalne 32 elektrony
- itd.

| Symbol powłoki | główna liczba kwantowa n | 2n2 (maksymalna liczba elektronów) | podpowłoki          |
| -------------- | ------------------------ | ---------------------------------- | ------------------- |
| K              | 1                        | 2                                  | s                   |
| L              | 2                        | 8                                  | s, p                |
| M              | 3                        | 18                                 | s, p, d             |
| N              | 4                        | 32                                 | s, p, d, f          |
| O              | 5                        | 50                                 | s, p, d, f, g       |
| P              | 6                        | 72                                 | s, p, d, f, g, h    |
| Q              | 7                        | 98                                 | s, p, d, f, g, h, i |

Maksymalna liczba elektronów na podpowłokach (zgodnie ze wzorem n = 4l + 2, gdzie l to poboczna liczba kwantowa):
- s (l = 0): 2 elektrony
- p (l = 1): 6 elektronów
- d (l = 2): 10 elektronów
- f (l = 3): 14 elektronów
- g (l = 4): 18 elektronów
- h (l = 5): 22 elektrony
- i (l = 6): 26 elektronów

Wbrew informacjom podawanym przez niektóre źródła, nie wszystkie gazy szlachetne mają całkowicie zapełnione powłoki elektronowe. Np. argon ma w powłoce M zapełnione podpowłoki s i p, nie ma natomiast elektronów d. Maksymalnie zapełniona powłoka elektronowa nie musi być energetycznie korzystna – pierwsze odstępstwo od tej zasady obserwuje się dla atomu potasu, w którym ostatni elektron wchodzi na podpowłokę 4s, a nie 3d. Jest tak dlatego, że przy dużych liczbach atomowych wzrasta rola oddziaływania spin-orbital w porównaniu z oddziaływaniami elektrostatycznymi.